# Mehtarlâm
Mehtarlâm (en pachto : مهترلام ; en dari : مهترلام) est la capitale de la province de Laghmân en Afghanistan.